# Karl Schrott
Karl Schrott (Zams, 9 gennaio 1953) è un ex slittinista austriaco.

## Biografia
Esordì in Coppa del Mondo nella sua stagione inaugurale del 1977/78; conquistò il primo podio, nonché la prima vittoria, il 21 gennaio 1979 nel doppio ad Imst con Georg Fluckinger, con il quale condivise anche tutti i suoi successivi risultati nella specialità biposto. In classifica generale, come miglior risultato, si piazzò per due volte al secondo posto nella specialità del doppio, nel 1978/79 e nel 1979/80.
Prese parte ad una edizione dei Giochi olimpici invernali a Lake Placid 1980, occasione in cui conquistò la medaglia di bronzo nel doppio.

## Palmarès

### Olimpiadi
- 1 medaglia:
  - 1 bronzo (doppio a Lake Placid 1980).

### Coppa del Mondo
- Miglior piazzamento in classifica generale nel doppio: 2° nel 1978/79 e nel 1979/80.
- 8 podi (tutti nel doppio):
  - 1 vittoria;
  - 4 secondi posti;
  - 3 terzi posti.

#### Coppa del Mondo - vittorie
| Data            | Luogo | Paese   | Disciplina                  |
| --------------- | ----- | ------- | --------------------------- |
| 21 gennaio 1979 | Imst  | Austria | Doppio con Georg Fluckinger |